# بخش امبدکار نگار
بخش امبدکار نگار (به انگلیسی: Ambedkar Nagar district) یک منطقهٔ مسکونی در هند است که در Faizabad division واقع شده‌است. بخش امبدکار نگار ۲٬۳۵۰ کیلومتر مربع مساحت و ۲٬۳۹۷٬۸۸۸ نفر جمعیت دارد.